# Danilo Baltierra
Danilo Baltierra Cravia (Montevideo, 4 ottobre 1968) è un ex calciatore uruguaiano, di ruolo centrocampista.